# Macomb Township
Macomb Township är en kommun i Macomb County i den amerikanska delstaten Michigans sydvästra del. Kommunen grundades på tidigt 1800-tal av nybyggare, främst från Tyskland. Macomb blev officiellt klassificerad som en kommun den 7 mars 1834. Den är namngiven efter den amerikanska generalen Alexander Macomb, som ledde USA:s armé mellan 1828 och 1841.
Kommunen breder sig ut över 94 kvadratkilometer (km2) stor yta och hade en folkmängd på 79 580 personer vid den nationella folkräkningen 2010.